# ماراتن توکیو

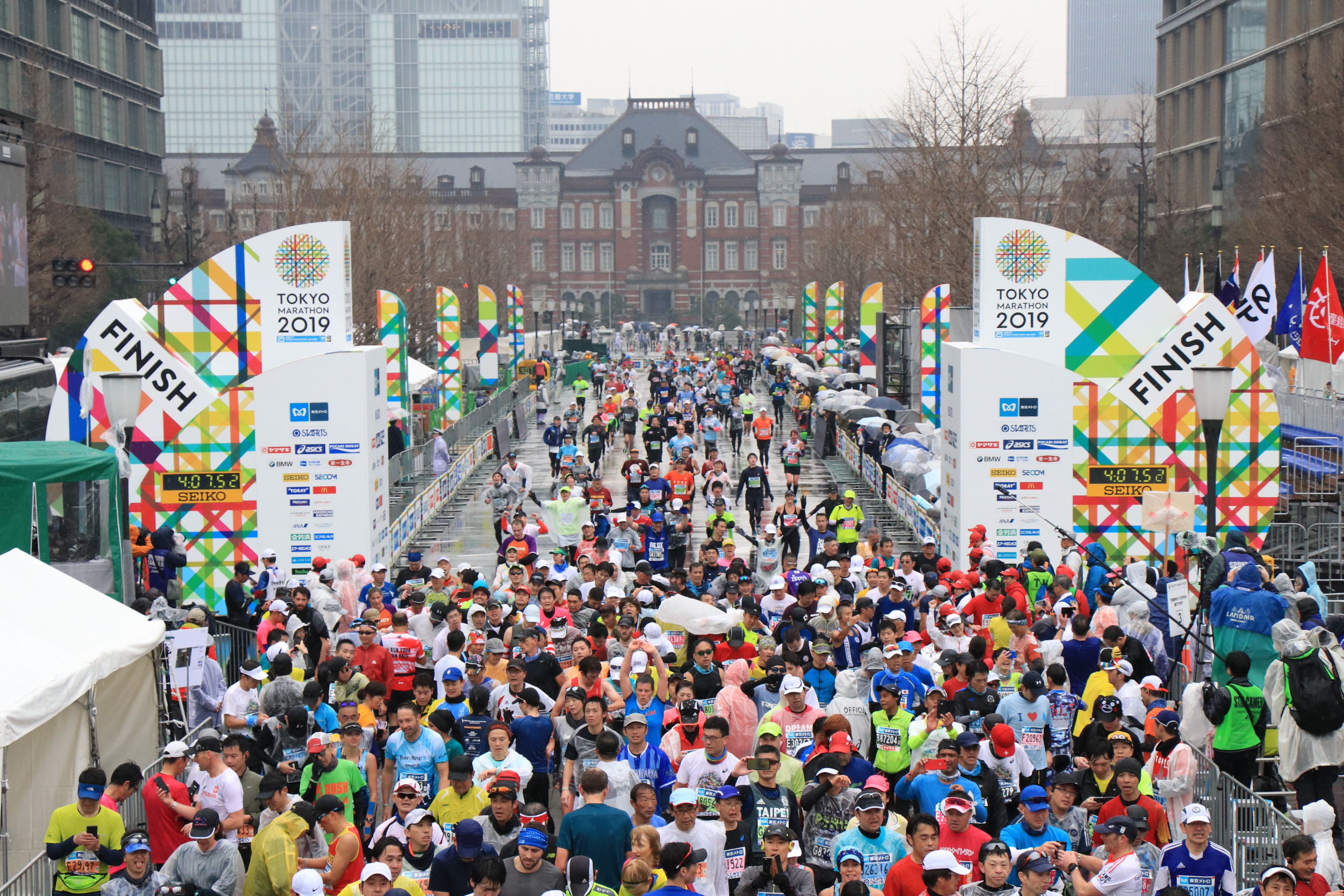
توکیو مارتون در سال ۲۰۱۰ میلادی.

توکیو مارتون (به ژاپنی: 東京マラソン、Tokyo Marathon) یکی از رویدادهای ورزشی است که هر ساله تحت مدیریت متروی توکیو در توکیو پایتخت ژاپن برگزار می‌شود. روز برگزاری این رویداد هر ساله از طرف برگزارکنندگان اعلام می‌شود و در طی آن حداکثر تا ۲۵٬۰۰۰ هزار نفر در بخش مارتون کامل به طول ۴۲ کیلومتر و ۵۰۰۰ نفر در طول مسیری بطول ۱۰ کیلومتر به رقابت می‌پردازند. شرکت در این ماراتون برای اتباع خارجی نیز آزاد است.

## تاریخچه
نخستین بار توکیو مارتون در مارس سال ۲۰۰۷ برگزار شد. قبل از آن توکیو دارای دو گردهمایی بزرگ مارتون بود.

## مسیر مارتون
- مسیر مارتون اصلی از شهرداری توکیو در نیشی شینجوکو آغاز شده و در نمایشگاه بین‌المللی توکیو خاتمه پیدا می‌کند.
- مسیر ۱۰ کیلومتری از شهرداری توکیو آغاز شده و در هیبیا خاتمه پیدا می‌کند.

## برندگان
رکورد
| سال  | برندگان مرد       | کشور  | زمان (m:s) | برندگان زن           | کشور  | زمان (m:s) |
| ---- | ----------------- | ----- | ---------- | -------------------- | ----- | ---------- |
| 2010 | Masakazu Fujiwara | ژاپن  | 2:12:19    | Alevtina Biktimirova | روسیه | 2:34:39    |
| 2009 | Salim Kipsang     | کنیا  | 2:10:27    | Mizuho Nasukawa      | ژاپن  | 2:25:38    |
| 2008 | Viktor Röthlin    | سوئیس | 2:07:23    | Claudia Dreher       | آلمان | 2:35:35    |
| 2007 | Daniel Njenga     | کنیا  | 2:09:45    | Hitomi Niiya         | ژاپن  | 2:31:02    |